# NGC 1106
NGC 1106 je galaksija u zviježđu Perzej.

## Vanjske poveznice
- SEDS: NGC 1106